# Мутник (притока Турця)
Мутник (словац. Mútnik) — річка в Словаччині, права притока Турця, протікає в окрузі Турчянські Теплиці.
Довжина приблизно 7 км. Витік знаходиться в масиві Кремницькі-Верхи (частина Флосовський хребет) — на висоті близько 750 метрів. Протікає територією сіл Склене; Горна Штубня і міста Турчянські Теплиці..
Впадає в Турець на висоті приблизно 500—505 метрів.